# Camarilla de la calle Vere

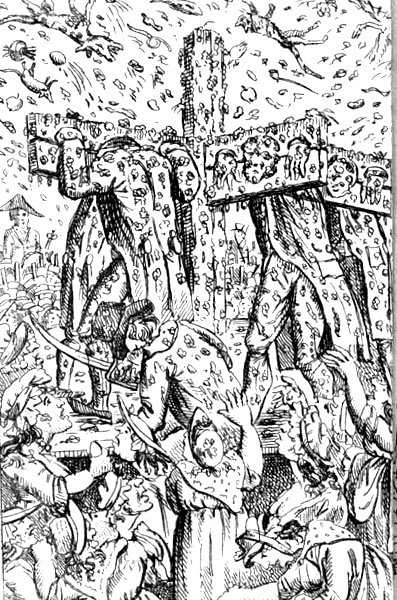
Los condenados, colocados en la picota.

La camarilla de la calle Vere (Vere Street Coterie) fue un grupo de hombres detenidos en una «casa de maricas» (molly house) en la calle Vere de Londres en 1810 por sodomía e intento de sodomía. Ocho hombres fueron finalmente condenados. Dos de ellos fueron ajusticiados en la horca (de acuerdo con la Ley de sodomía de 1533, promulgada por Enrique VIII, que todavía estaba vigente) y seis fueron condenados a la picota. Junto con el juicio y condena de Oscar Wilde por un crimen similar, este episodio es uno de los mayores acontecimientos en la historia de la homosexualidad en la Inglaterra del siglo XIX.

## Historia
El White Swan («Cisne blanco») en la calle Vere de Londres fue fundado como un club gay (llamados «molly house» en la época) a principios de 1810 por dos hombres, James Cook (sin relación con el navegante) y Yardley (el nombre completo es desconocido), que se dieron cuenta de que la falta de burdeles gais en la ciudad ofrecía una oportunidad de negocio; de hecho, Yardley afirmó ser heterosexual y estar casado, que estaba en ello solo por el dinero. 
El club había estado funcionando menos de seis meses cuando, el 8 de julio de 1810, la policía de la calle Bow realizó una redada. Veintisiete hombres fueron arrestados, pero, finalmente, la mayoría fueron puestos en libertad (quizás como resultado de sobornos) y solo ocho fueron juzgados y condenados.
Seis de los hombres, culpables de intento de sodomía, fueron condenados, colocados en la picota en el Haymarket el 27 de septiembre de ese año. Las multitudes que se habían reunido a contemplar la escena eran violentas e incontroladas, lanzando diversos objetos (incluyendo pescado podrido, gatos muertos, «balas de cañón» hechas de barro y, por supuesto, vegetales) contra los hombres. Según las noticias de la época, las mujeres en la multidud fueron especialmente despiadadas. La ciudad organizó una fuerza de vigilancia de 200 condestables armados, la mitad montados a caballo y la mitad a pie, para proteger a los condenados de maltratos incluso mayores.
Un hombre y un chico, John Hepburn (46) y Thomas White (16 años, un tamborilero), fueron condenados por sodomía, a pesar de no estar presentes en el White Swan durante la redada. Ambos fueron colgados en la prisión de Newgate el 7 de marzo de 1811.
La camarilla de la calle Vere también es conocida por los supuestos matrimonios entre personas del mismo sexo realizados allí por el reverendo John Church.
La historia del White Swan y la camarilla de la calle Vere fueron contadas por el abogado Robert Holloway, que publicó un libro sobre el asunto con el título The Phoenix of Sodom («El fénix de Sodoma») en 1813.